# ジェームズ・ホープ
サー・ジェームズ・ホープ（Sir James Hope、1808年3月3日 - 1881年6月9日）は、イギリス海軍の元帥でバス勲章の受勲者。東インド・中国艦隊の司令官として、幕末の対日政策に影響を与えた。

## 経歴
1820年、ポーツマスの海軍兵学校に入学。1864年には中将、1870年には大将、1879年6月15日には元帥に昇進した。1865年にバス勲章（ナイト・コマンダー）を授与されている。
1859年から1862年にかけて、東インド・中国艦隊の司令官を務めた。1858年8月26日（安政5年7月18日）、日英修好通商条約が調印され、翌年にはラザフォード・オールコックが初代駐日英国領事に任命された（後、公使に昇進）。この際に英国外務省は、オールコックにホープと連絡をとりあうように訓令を与えていた。日本に到着したオールコックは、江戸市中や東海道で英米の外交使節が投石などによって暴行を加えられていると本国に報告していたが、1859年8月25日（安政6年7月27日）、ロシア艦隊乗組員2名が、横浜市中で何者かの日本人によって殺害されるという事件が発生した。
オールコックは、本国外務省およびホープに対して、可能であれば日本沿岸に一隻の軍艦を常駐させ、有事への備えとすることを提案したが、ホープはこれを拒絶した。現状で日本の開港場に軍艦を常駐させることは、日本人の嫉妬心と警戒心を煽ることになり、有益どころか有害になると考えたためであった。また、当時英国は清とアロー戦争を戦っており、ホープには日本に軍艦を派遣する余力も無かった。このホープとオールコックの対立は、本国の海軍省と外務省を巻き込み、両省は対日政策で対立することとなった。
1861年7月5日（文久元年5月28日）、第一次東禅寺事件が発生し、オールコックが襲われた。ホープは、漸くオールコックの要請を受けるかたちで、8月13日（7月8日）品川に来航した。8月14日と15日、オールコックとホープは幕府首脳と秘密会談を持った。ここに至り、ホープも日本の内外情勢を理解し、オールコックと意見の一致を見た。また、ロシア軍艦対馬占領事件を日本側にたって解決している。
- 1861年8月13日（文久元年7月8日）：ホープ品川に来航。
- 1861年8月14日（文久元年7月9日）：英国公使ラザフォード・オールコック、ホープを伴い、老中安藤信正、若年寄酒井忠毗と対馬事件に関して相談。
- 1861年8月16日（文久元年7月11日）：ホープ、英国軍艦2隻を率い、対馬に向けて出港。
- 1861年8月28日（文久元年7月23日）：ホープ、対馬に到着。ロシア軍艦ポサードニクのビリリョフ艦長に対馬からの退去を迫る。その後、ホープは沿海州のオリガのロシアの基地に出向き、交渉を行う。
- 1861年9月19日（文久元年8月15日）：ポサードニク、対馬を退去し函館に向かう。

日本での攘夷運動はさらに激しくなっていったが、ホープはその解決には幕府に攘夷派浪士の取締りを強化させることが必要と考えた。また、それを促すには幕府に圧力をかけることが重要で、その手段として日本の海上封鎖を検討した。後にホープの後任として東インド艦隊の司令官となるオーガスタス・レオポルド・キューパーに、海上封鎖が実施可能か調査を命じている。この海上封鎖用の艦隊が、結果としては薩英戦争に使用されることとなった。
1864年には北米・西インド艦隊の司令官を務め、1869年から1872年まではポーツマスで勤務した。

## 参考資料
- 鵜飼政志著『幕末におけるイギリス海軍の対日政策ー日本における軍艦常駐体制成立の経緯ー』、明治維新史学会編『明治維新と西洋国際社会』（吉川弘文館）、P92-115
- 鵜飼政志、「1863年前後におけるイギリス海軍の対日政策」『学習院史学』 1999年 37巻 p.40-58, NAID 110000135676
- 佐野真由子著、『オールコックの江戸』　中公新書、2003年、ISBN 978-4121017109
- Debrett's Baronetage with Knightage 1876, Dean & Son, London, 1876
- Negotiating with Imperialism: The Unequal Treaties and the Culture of Japanese Diplomacy by Michael R. Auslin, Harvard University Press (September 15, 2006). ISBN 978-0674022270